# 9578 Klyazma
9578 Klyazma là một tiểu hành tinh vành đai chính với chu kỳ quỹ đạo là 1371.8909902 ngày (3.76 năm).
Nó được phát hiện ngày 3 tháng 4 năm 1989.